# 美国社会民主人士
美国社会民主人士（英語：Social Democrats, USA，缩写为SDUSA）是美国的一个社会民主主义组织，于1972年12月30日成立，由美国社会党改组而成，创始成员为原美国社会党多数派（右翼）。